# Scarlet's Walk
Scarlet's Walk (română Plimbarea lui Scarlet) este al șaptelea album de studio al cântăreței americane Tori Amos.

## Tracklist
1. "Amber Waves" – 3:38
2. "A Sorta Fairytale" – 5:30
3. "Wednesday" – 2:29
4. "Strange" – 3:05
5. "Carbon" – 4:33
6. "Crazy" – 4:23
7. "Wampum Prayer" – 0:44
8. "Don't Make Me Come to Vegas" – 4:51
9. "Sweet Sangria" – 4:01
10. "Your Cloud" – 4:30
11. "Pancake" – 3:54
12. "I Can't See New York" – 7:14
13. "Mrs. Jesus" – 3:05
14. "Taxi Ride" – 4:00
15. "Another Girl's Paradise" – 3:34
16. "Scarlet's Walk" – 4:16
17. "Virginia" – 3:55
18. "Gold Dust" – 5:54